# Hondo
Hondo és una pel·lícula estatunidenca dirigida en 3-D per John Farrow, estrenada l'any 1953.

## Argument
Hondo Lane, explorador de l'exèrcit americà, arriba a un ranxo aïllat en territori apatxe, on no troba més que una dona de caràcter enèrgic i el seu fill. Refusen abandonar la seva granja malgrat l'amenaça dels indis en revolta. Hondo esdevé el seu protector.

## Repartiment
- John Wayne: Hondo Lane
- Geraldine Page:[2] Angie Lowe
- Ward Bond: Buffalo Baker
- Michael Pate: Vittorio
- Lee Aaker: Johnny Lowe
- James Arness: Lennie
- Leo Gordon: Ed Lowe
- Rodolfo Acosta: Silva
- Tom Irish: tinent Mc Kay
- Paul Fix: major Sherry
- Rayford Barnes: Pete

## Al voltant de la pel·lícula
En un principi, John Wayne desitjava únicament consagrar-se'n a la producció i desitjava confiar el paper del títol a Glenn Ford; aquest va declinar la proposició tenint en compte el seu desacord amb John Farrow, i John Wayne va agafar, doncs, el paper.
Per les necessitats del rodatge, Lee Aaker, que tenia el paper de Johnny Lowe, va ser tirat tres vegades al riu per John Wayne. Anècdota treta en els annexos del DVD.

## La representació cinematogràfica dels indis
Aquesta pel·lícula que ha estat rodada l'any 1953; es desmarca dels altres westerns dirigits en la mateixa època, pel seu posicionament cap als indis. En la majoria dels westerns, els indis són descrits com horrorosos salvatges bel·licosos i violents.
En aquesta pel·lícula, el personatge principal, John Wayne, és un mestís que té orígens indis.
Els indis estan en guerra pels blancs, que no han respectat els tractats signats amb les tribus índies. Una escena aborda igualment la violència dels blancs cap als indis quan el cap diu que tots els seus fils han estat morts pels soldats blancs.
Finalment, en l'escena final, John Wayne parla de l'arribada d'un exèrcit que delmarà aquests indis, cosa que serà lamentable perquè aquest serà el final d'una gran nació.

## Nominacions
- Oscar a la millor actriu secundària per Geraldine Page
- Oscar al millor guió adaptat per Louis L'Amour